# Domenico Orlando
Domenico Orlando, all'anagrafe Santo Francesco (Prizzi, 1º novembre 1756 – 21 aprile 1839), è stato un vescovo cattolico italiano.

## Biografia
Nacque a Prizzi, allora nella diocesi di Girgenti, il 1º novembre 1756.
Battezzato con il nome di Santo Francesco, entrò giovanissimo nell'ordine dei frati minori conventuali dove emise i voti all'età di 16 anni prendendo il nome di Domenico.
Laureatosi in teologia, ricevette l'ordinazione presbiteriale il 18 settembre 1779.
Dopo aver espletato vari incarichi all'interno dell'ordine, il 13 agosto 1823 re Ferdinando I lo indicò come vescovo di Catania e fu nominato da papa Leone XII il 24 novembre successivo. Ricevette l'ordinazione episcopale il 7 dicembre seguente dall'arcivescovo e futuro cardinale Alessandro Giustiniani, nunzio apostolico nel Regno delle Due Sicilie.
Morì il 21 aprile 1839 dopo 15 anni di governo pastorale della diocesi.

## Genealogia episcopale e successione apostolica
La genealogia episcopale è:
- Cardinale Scipione Rebiba
- Cardinale Giulio Antonio Santori
- Cardinale Girolamo Bernerio, O.P.
- Arcivescovo Galeazzo Sanvitale
- Cardinale Ludovico Ludovisi
- Cardinale Luigi Caetani
- Cardinale Ulderico Carpegna
- Cardinale Paluzzo Paluzzi Altieri degli Albertoni
- Papa Benedetto XIII
- Papa Benedetto XIV
- Papa Clemente XIII
- Cardinale Marcantonio Colonna
- Cardinale Giacinto Sigismondo Gerdil, B.
- Cardinale Giulio Maria della Somaglia
- Cardinale Alessandro Giustiniani
- Vescovo Domenico Orlando, O.F.M.Conv.

La successione apostolica è:
- Vescovo Francesco di Paola Berretta (1828)
- Vescovo Giuseppe Saitta (1833)